# 北羅徹斯特 (新罕布什爾州)
北羅徹斯特（英語：North Rochester）是位於美國新罕布什爾州斯特拉佛縣的非建制地區。

## 歷史
北羅徹斯特的郵局於1878年設立，其後於1964年停運。

## 地理
北羅徹斯特所處的海拔為高於海平面84米（即276英呎），而該地所採用的時區為UTC-5，即北美东部时区（EST）。同時該地設有夏令時間，為UTC-5調快一小時，即UTC-4（EDT）。